# Wolframian wapnia
Wolframian wapnia (nazwa Stocka: wolframian(VI) wapnia) – nieorganiczny związek chemiczny, sól kwasu wolframowego i wapnia. Naturalnie występuje jako minerał szelit.